# Château de Berzy-le-Sec
Le château de Berzy-le-Sec est un ancien château fort, du XIVe ou XVe siècle, remanié au XVIe siècle, dont les ruines se dressent sur la commune de Bernoy-le-Château dans la commune déléguée de Berzy-le-Sec dans le département de l'Aisne en région Hauts-de-France.
Les restes du château font l'objet d'un classement au titre des monuments historiques par décret du 13 juillet 1926.

## Situation
Les vestiges du château de Berzy-le-Sec sont situés dans le département français de l'Aisne sur la commune de Bernoy-le-Château, dans la commune déléguée de Berzy-le-Sec, près de l'église romane.

## Historique
Vers 1445, la seigneurie est acquise par Pierre de Louvain, qui fait reconstruire ou remanier le château. Ce dernier habité jusqu'en 1918, subira alors, à la suite de bombardements, de graves dommages.

## Description
Le château de Berzy-le-Sec présente, au XXIe siècle, les ruines d'une enceinte quadrangulaire de 40 × 50 mètres de côté, flanquée dans les angles de tourelles sur contreforts, sur laquelle s’appuie des bâtiments incendiés autour d'une cour. Celui de l'est qui a été reconstruit au XVIe siècle et encore bien conservé ; alors que côté nord il ne subsiste rien.
L'accès au château se fait par une porte en tiers-point surmontée d'un mâchicoulis. Une herse dont on voit encore les rainures de manœuvre barrait le passage voûté en berceau brisé. Devant elle, une tour-porte construite en saillie, qu'encadrent de puissants contreforts soutenant des tourelles intégrées au couronnement de mâchicoulis, la précède. L'ouverture en cintre surbaissé est surmontée par les rainures des bras du pont-levis encadrant une niche ayant reçu probablement la statuette d'un saint protecteur surmontant trois écussons seigneuriaux. Entre les deux portes, l'espace ainsi créé pouvait servir d’assommoir.
Une chapelle saillante, voutée en croisées d'ogives, datée du XVIe siècle, et des fenêtres largement ouvertes du côté fossé, assurait la protection symbolique de l'entrée. Elle est construite en bel appareil de calcaire soigneusement ajusté en litages réguliers.
Le bâtiment oriental, encore bien conservé, s'ouvrait à l'origine par des fenêtres rectangulaire que surmontait des arcs aveugles dessinant des fenêtres en tiers-point et dont le tympan est décoré. Lors de remaniement les murs furent percés plus tard de grandes fenêtres rectangulaires.
Prolongeant le château du côté du plateau et face à l'attaque, s'étalait une basse-cour dont il ne subsiste que des traces et qu'occupe un long hangar métallique.
L'église de l'abbaye Saint-Léger, qui abrite le musée de Soissons (Aisne) présente sur un mur  une sculpture qualifiée de médaillon, en pierre, provenant du château de Berzy-le-Sec et représentant des armoiries : un écu parti, dont le champ est chargé de trois jumelles, à senestre ; à dextre, dégradé et illisible.
|  |  |  |